# Vláda Brigitte Bierleinové

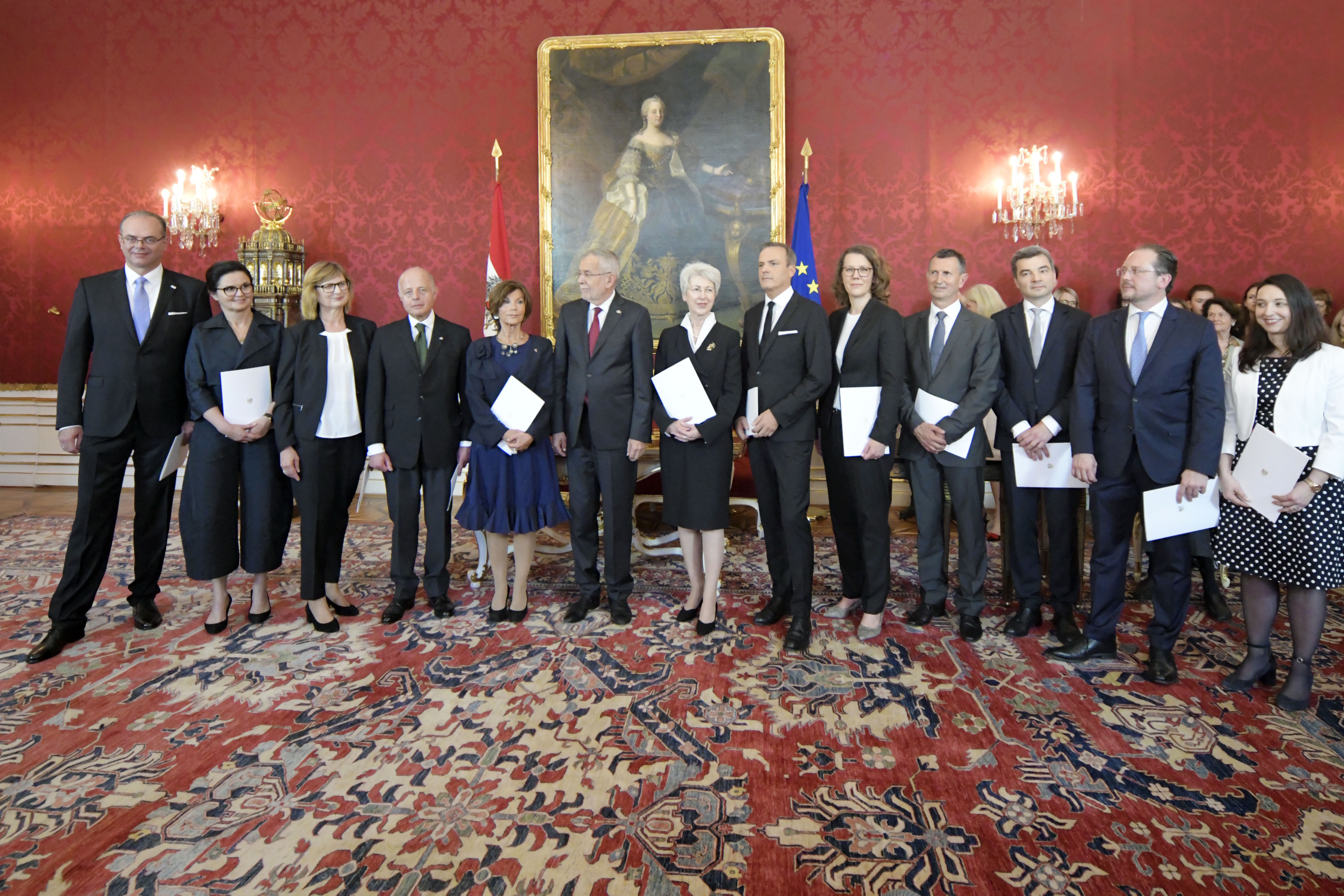
Fotka členů vlády Brigitte Birleinové

Vláda Brigitte Bierleinové byla vláda Rakouské republiky vedená spolkovou kancléřkou Brigitte Bierleinovou. Šlo o úřednickou vládu, která byla jmenována poté, co se kvůli aféře Ibiza rozpadla vláda Sebastiana Kurze. Úřadovala od 3. června 2019 do 7. ledna 2020.

## Členové vlády
| Jméno                  | Úřad                                                                    | Strana    | Období ve funkci | Období ve funkci |
| Jméno                  | Úřad                                                                    | Strana    | nástup           | odchod           |
| ---------------------- | ----------------------------------------------------------------------- | --------- | ---------------- | ---------------- |
| Brigitte Bierleinová   | Kancléř Rakouska                                                        | nezávislá | 3. června 2019   | 7. ledna 2020    |
| Clemens Jabloner       | Ministr spravedlnosti                                                   | nezávislý | 3. června 2019   | 7. ledna 2020    |
| Eduard Müller          | Ministr financí, Ministr státní správy a sportu                         | nezávislý | 3. června 2019   | 7. ledna 2020    |
| Maria Patek            | Ministryně pro udržitelný rozvoj a cestovní ruch                        | nezávislá | 3. června 2019   | 7. ledna 2020    |
| Wolfgang Peschorn      | Ministr vnitra                                                          | nezávislý | 3. června 2019   | 7. ledna 2020    |
| Iris Eliisa Rauskala   | Ministryně školství, vědy a výzkumu                                     | nezávislá | 3. června 2019   | 7. ledna 2020    |
| Andreas Reichhardt     | Ministr dopravy                                                         | nezávislý | 3. června 2019   | 7. ledna 2020    |
| Alexander Schallenberg | Ministr pro Evropu, integraci a zahraničí                               | nezávislý | 3. června 2019   | 7. ledna 2020    |
| Thomas Starlinger      | Ministr obrany                                                          | nezávislý | 3. června 2019   | 7. ledna 2020    |
| Ines Stilling          | Ministryně pro ženy, rodinu a mládež                                    | nezávislá | 3. června 2019   | 7. ledna 2020    |
| Elisabeth Udolf-Strobl | Ministryně pro digitalizaci a podnikatelské prostředí                   | nezávislá | 3. června 2019   | 7. ledna 2020    |
| Brigitte Zarfl         | Ministryně práce, sociálních věcí, zdravotnictví a ochrany spotřebitele | nezávislá | 3. června 2019   | 7. ledna 2020    |